# História de São Pedro da Aldeia
A História de São Pedro da Aldeia está diretamente ligada a experiência gerada da invasão francesa ao Rio de Janeiro. Do século XVI aos nossos dias, a terra aldeeense refletiu em sua epopeia, em seu pequeno microcosmos, as fases pelas quais passou o próprio Brasil.

## Período Colonial (1500/1815)

### Antecedentes
Com o processo de centralização política ocorrido com os países europeus após a crise do feudalismo, Portugal e Espanha passaram a ser ameaçados pelas potências emergentes. As terras das Américas começaram a ser valorizadas, a tal ponto que o monarca francês Francisco I (1515-1547) contestou a autoridade do Papa, que havia interferido na divisão das novas terras entre Portugal e Espanha com legitimação através da Bula Inter Coetera (1493) e do Tratado de Tordesilhas (1494). Às pretensões ibéricas definidas pelo Papa Alexandre VI, respondeu o monarca francês pedindo para ver o "testamento de Adão e Eva que dividira o mundo entre Espanha e Portugal".
As primeiras tentativas de colonização portuguesa nada mais foram do que uma tímida forma de conter os ataques de piratas às nossas costas e outras eventuais explorações até de metais preciosos. Para Portugal, o mais importante eram suas colônias na África, a garantia de um caminho seguro para as Índias. Só o começo da exploração de açúcar no nordeste do país; e a posterior invasão francesa, colocando em risco os domínios de Portugal chamariam a atenção do povo luso ao litoral fluminense.
Durante o governo-geral de Mem de Sá, este doou a seu sobrinho a capitania do Rio de Janeiro, onde seria fundada a cidade, tendo por objetivo combater os invasores. Contando com a ajuda dos Jesuítas Nóbrega e Anchieta, que pacificaram os tamoios, fazendo com que se retirassem o seu apoio aos franceses, travou-se uma guerra que só findaria em 1567, com a expulsão dos franceses do Rio, contando com o apoio crucial dos índios chefiados por Araribóia.
Era evidente que a retirada dos franceses significava uma pausa momentânea, apenas, nas tentativas deles  se estabelecerem em nossa costa. Atento às dificuldades de manter tão grande país longe dos ataques e incursões estrangeiros, o rei de Portugal, Dom Sebastião, dividiu a colônia em dois governos-gerais, no ano de 1572. O Norte e o Sul, que ficou a cargo de Antônio Salema. Este, dando prosseguimento ao processo de efetivar a conquista da "terra brasilis" realiza uma expedição a Cabo Frio, visando expulsar os remanescentes franceses, que ameaçavam deslocar para essa região a sua tentativa de colonização, movidos pela cobiça do Pau-Brasil, em 1575.
Com a morte de D. Sebastião em 1578 e o fim da dinastia de Avis em 1580, os espanhóis ganharam de herança todas as colônias portuguesas. Ganharam em termos, já que os moldes de colonização continuaram a ser os lusitanos, mas em compensação deram a Portugal todos os seus inimigos; entre eles França, Inglaterra e Países Baixos. Como consequência, ao se findar o período da União Ibérica, os domínios portugueses estavam menores em todo mundo. A ordem agora era segurar o que sobrou. A ordem agora era investir na manutenção do Brasil.

### Fundação da aldeia e conversão dos gentios
Em um requerimento do Padre Antônio de Mattos, Companhia de Jesus, a Capitão-Mor de Cabo Frio, Estevam Gomes, em 1617, aquele chama a atenção deste para o fato de que o Rei de Portugal estava preocupado com a defesa da área de Cabo Frio, dos constantes ataques sofridos.
A capitania de Cabo Frio, fundada em 1615, havia sido resultado de uma ação guerreira de Constantino de Menelau, Capitão-Mor do Rio de Janeiro, contra os piratas franceses que ali tencionavam alojar-se definitivamente. Reconquistada a terra, e fundada a cidade, as autoridades logo chegaram a conclusão de que para salvaguardá-la de futuros ataques, era imperativo defendê-la e ampará-la com um aldeamento indígena. Esse deveria seguir as diretrizes apontadas por Martim de Sá, filho do Capitão Salvador Correia de Sá, que tinha larga experiência nos problemas do Brasil e já os relatara em carta ao Rei.
Nesta carta de Martim de Sá, de 20 de abril de 1617, fica-se sabendo que a própria Coroa Portuguesa o havia designado para superintender estes aldeamentos. Entre as estratégias adotadas para estes processos de colonização da nova área figuravam: serviço militar para os índios, uma crítica ao sistema defensivo anteriormente adotado na região e uma proposta de apoio logístico para o primeiro ano de instalação da aldeia. A sugestão  do local da aldeia fica bem explicitado no trecho transcrito abaixo:
"...Lembro mais que se deve desfazer de todo um forte que ora se faz no Cabo Frio porque não é de nenhum efeito, antes com muita facilidade o poder tomar de qualquer nau de inimigos, e não sendo nenhuma coisa correrá a fama que tomaram um forte de grande importância na Costa do Brasil , e se uma aldeia aqui se puser com uma cabeça de gentio e com a minha assistência, se poderá defender a desembarcação aos inimigos, e escusarem-se cinco ou seis mil cruzados que custa a cada ano, à Fazenda de Vossa Majestade; sustentar-se o dito forte sem ser de nenhum efeito, e toda informação que se der a Vossa Majestade, de haver o dito forte naquela parte, é errada, por não a dar quem tem notícia e experiência daquelas partes"; ma mesma carta, Martim recomenda que no início sejam dados aos gentios os mantimentos e as ferramentas necessárias a suas acomodações.
A data de fundação da Aldeia de São Pedro do Cabo Frio não constituiu para os primeiros historiadores que dela se ocuparam um ponto pacífico. Uns acreditam que no dia 16 de maio se verificou a fundação da "Aldeia de São Pedro", com o inicio da construção da capela dedicada a São Pedro, primeiro marco de colonização levantado nessas terras. Essa Fundação deveu-se aos missionários da Companhia de Jesus, possuidora da concessão de uma sesmaria, medindo 4 léguas de terra, a serem demarcadas na região. Outros como os historiadores Silva Lisboa, Alberto Lamego e Padre Serafim Leite concordam que a data a fundação se deu 31 de Maio ("derradeiro de Maio"), dia exato do despacho do Capitão-Mor de Cabo Frio, Estevam Gomes, ao requerimento que lhe fora interposto pelo Padre Antônio de Mattos, Reitor do Colégio dos Jesuítas, no Rio de Janeiro. A carta da sesmaria foi passada em 2 de Junho seguinte e a posse verificou-se no dia 16 do dito mês. As terras que seriam concedidas aos índios, ficaram em sua terça parte na posse dos padres da Companhia. Elas abrangiam duas sesmarias, uma em lugar determinado - Jacuruna -, provável primeiro nome da região onde hoje se encontra São Pedro, e cujo nome vem do Jacu, ave comum na região, e una preto, cor da sua penugem - a outra região escolhida seria na Ponta de Armação dos Búzios ou em Iguna, "sendo que rejeitada, seria repartida pelo povo, o que nunca se fez", conforme Lamego, em A Terra Goytacá.
O núcleo original da Aldeia de São Pedro foi constituído por 500 índios já catequizados, trazidos do Espírito Santo, da aldeia de Reritiba, na qual havia exercido o sacerdócio o padre José de Anchieta, e que hoje, em sua homenagem leva seu nome.
A data da efetiva fundação da aldeia pode ser deduzida se seguirmos a conclusão de Geraldo Luís Ferreira, que mergulhou de corpo e alma na história aldeense: "...Pelo patrono que tomou, pela proximidade da data da posse (16 de junho) com a data em que se comemora a figura ímpar do primeiro dos Papas, e pelo consagrado costume de encomendar as aldeias e vilas aos santos correspondentes ao dia de sua fundação, sou levado a crer que a Aldeia de São Pedro do Cabo Frio teve vivência histórica a partir de 29 de junho de 1617".
A primeira página da história aldeense nos dá Serafim Leite, citando em tradução, trecho da obra de Baltasar de Siqueira, intitulada "TRIENNIUM LITTERARUM AB ANNO MILESIMO SEXCENTESIMO DECIMO SEPTIMO AD DECIMUM NONUS". "Esta tve início no ano de 1617. Exercitam nela os mistérios da Companhia dos Padres, que trouxeram para ela, da Capitania do Espírito Santo, 500 índios; O Capitão de Cabo Frio, Estevam Gomes, recebeu-os com todo o obséquio e cortesia. E os padres, feito o desembarque, principiaram por Deus, sem o qual nenhum começo das coisas pode ser feliz. Celebrou solenemente o Santo Sacrifício da Missa, com cantos a duas vozes, pelo índios que trouxeram consigo. Depois seguiram para o lugar escolhido, levantaram a Igreja Matriz de São Pedro (São Pedro da  Aldeia) e construíram casas".

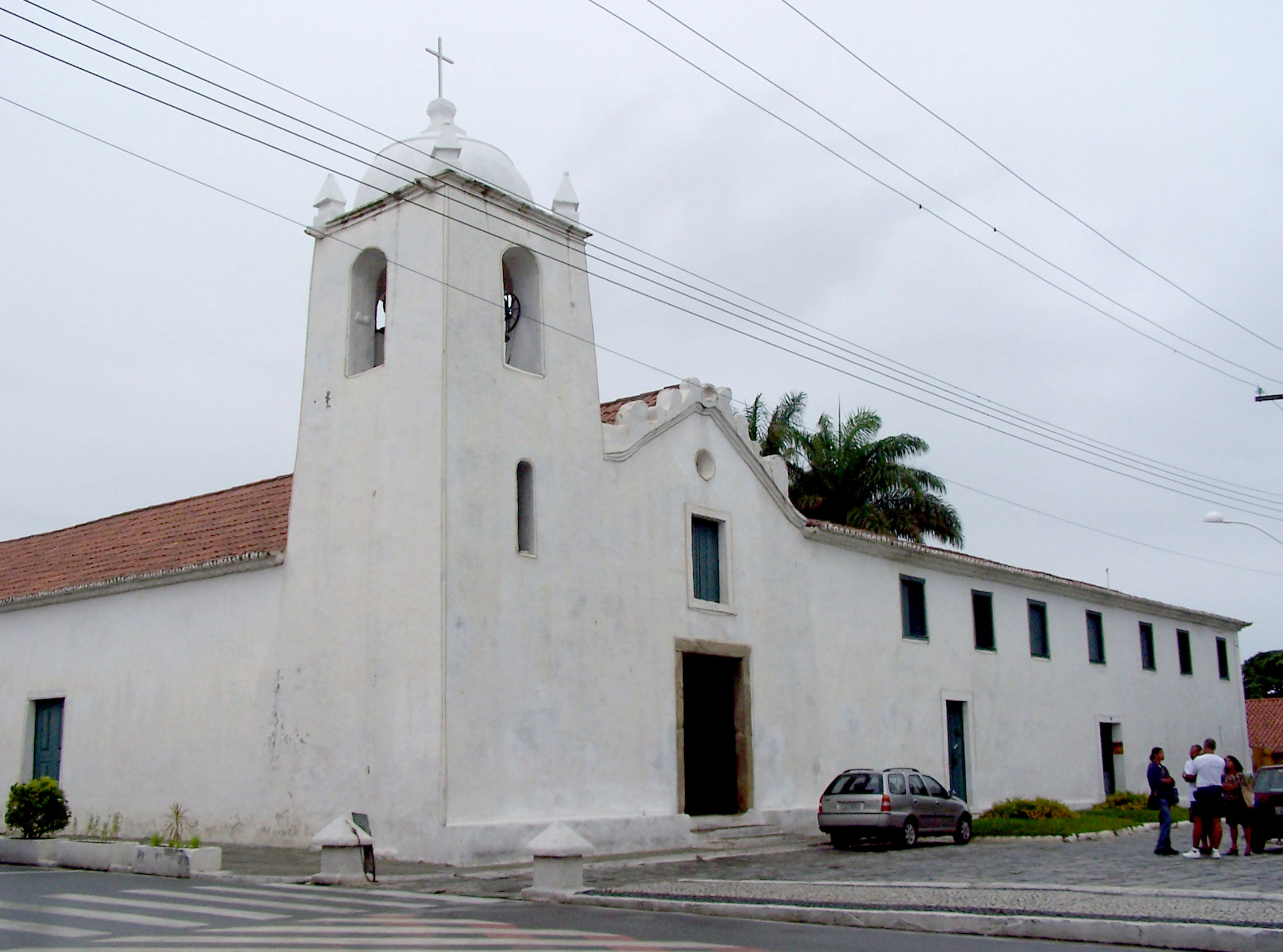
Igreja Matriz de São Pedro construída pelos Jesuítas

A aldeia, em breve, começou a atrair várias tribos de indígenas que viviam dispersos na região, que para ela vinham em busca de alimentos, ou de proteção contra os índios Goitacases. Este fluxo constante de novos contingentes humanos trouxe uma rápida prosperidade à Aldeia, justificando a solicitação de nova sesmaria para os padres da Companhia e para os índios, em 1630, pois "eles e Goitacases têm necessidades de pastagens que possam trazer gado, do qual se valham para seus remédios para cuidarem com o que falta à sua igreja, para a qual nãos e dá coisa alguma da Fazenda de Sua Majestade". Nestas terras, doadas pelo Capitão-Mor -Governador, Martim de Sá, jesuítas e índios da Aldeia de São Pedro construíram a fazenda de Santo Inácio dos Campos Novos, localizada pouco antes da cidade de Barra de São João.
Para ter uma ideia do crescimento da aldeia, em 1689, a Aldeia de São Pedro do Cabo Frio tinha três vezes a população de Niterói. Assustados pela fome e pelas guerras, muitos índios pertenciam ao temido povo dos Goitacases. Uma carta de 1620 dá os pormenores de sua catequese: "Desejo, e hei de por todas minhas forças para fazer as pazes entre estas nações tão bárbaras, como são os gequirtos e os aitacases guaçus, porque feito isto, fica todo esse sertão de aitacases em paz, e será uma coisa de muita importância, coisa que há muito tempo desejamos. Ma agora pela vontade e bondade de Deus, parece que lhe vem chegando sua hora. E que Deus, por sua misericórdia, metê-los em seu curral".
Ainda em 1648, os índios Gessaruçus viriam aumentar ainda mais este contingente. Esta tribo, também chamada de Guarulhos, chegou a São Pedro vindo de terras que ficavam além da Serra dos Órgãos, nas margens do Piabanha e do Paraíba.
Em meados do século XVII, apenas três décadas após a instalação dos jesuítas na Capitania de Cabo Frio, o crescimento, o aumento da área de influência principalmente indígena, vital para a economia de Cabo Frio, começou a despertar reclamações e pleitos por parte das Câmaras e Capitães-Mor desta cidade. Um novo capítulo estava para ser escrito na história aldeeense.

### Disputas e fim da administração Jesuíta
Em 5 de fevereiro de 1679, o Capitão-Mor de Cabo Frio, Domingos da Silva Agrelha, em nome de seus moradores, queixou-se ao monarca dos missionários da Aldeia de São Pedro, "que negavam os índios para os seus trabalhos, dando causa ao pouco incremento da povoação". Era o começo de uma série de queixas contra a administração jesuítica, até que, em 15 de junho de 1721, a Câmara de Cabo Frio representa contra a Companhia de Jesus, reclamando as terras em que ela se achava de posse, principalmente as da Ponta dos Búzios. Ainda desta vez, o Conselho Ultramarino não lhes outorgou parecer favorável. A estas queixas, viria se juntar o próprio Governador do Rio de Janeiro, Luiz Monteiro, solicitando as terras da Ponta dos Búzios, que não apresentavam o desenvolvimento conseguido em São Pedro.
EM 25 de maio, o Ouvidor do Rio de Janeiro, Manuel da Costa Mimoso, seguindo parecer do Conselho Ultramarino, presta à Coroa a seguinte informação: "A principal matéria sobre o que escreveram à Vossa Majestade depende da averiguação ordinária e mais largo conhecimento em juízo legítimo e contencioso, visto que os índios e religiosos de uma e outra religião se acham de posse daquelas terras a muitos anos, pacificamente e com títulos válidos...
...Em observância das ordens de Vossa Majestade, os mandei conservar na posse das pecuárias em que se achavam, até sentença final, ou se determinar outra coisa". Pouco depois, o Rei, após o exame dos títulos dos índios e religiosos da Companhia, feito pelo Ouvidor Geral, Fernando Leite Lobo, mandou distribuir entre os moradores de Cabo Frio as terras devolutas que não estivessem na posse dos padres e índios.
Em 3 de setembro de 1759, motivados pelo crescente domínio de vastas terras e seguidos casos de insubmissão - como no Povoado das Missões, por exemplo -, o Rei D.José I, por inspiração de Sebastião José de Carvalho, Conde de Oeirase, futuro Marques do Pombal, assina o decreto que considera e declara os jesuítas exterminados, desnaturalizados, proscritos e expulsos do reino e dos domínios portugueses. tendo pena para quem desrespeitasse esta proibição, a morte.
Em novembro de 1759, o desembargador João Cardozo de Azevedo realizou o sequestro da Aldeia de São Pedro e aprisionou três jesuítas que trabalhavam na conversão dos gentios. Extinta a Companhia de Jesus, o cargo de doutrina e administração do povoado foi entregue aos padres Capuchos da Província da Conceição, até a posterior transformação em Paróquia. A elevação a esta categoria, que se deu em 2 de dezembro de 1795, serviu para impulsionar a participação efetiva de São Pedro na vida da Província e também marcou o começo da efetiva migração dos "brancos" para a antiga aldeia. O primeiro pároco, Manuel da Almeida Barreto, foi o primeiro clérigo secular dentro desta nova prerrogativa.

### Extração do Sal
Longe de cessarem os conflitos na região, São Pedro viu surgir uma nova rusga no relacionamento entre Metrópole e colônia. Comercialização do sal era monopólio régio, ou seja, todo o sal consumido na colônia deveria vir da metrópole. O problema é que já no final do século XVIII, desde a cidade de Cabo Frio, até a lagoa de Araruama, os habitantes começavam a explorar o sal. Queimando a parte superior das dunas salinas, eles formavam uma casca que permitia a conservação e a posterior comercialização, o que prejudicava o monopólio português. A fartura conseguida, evidentemente que diminuiu o consumo de sal de Portugal. Depois de inúmeras queixas, o Reino Português começou a ceder, mas já era tarde. Conforme notícia de 1797, " a preguiça dos povoadores atuais em extrair o lodo e as ervas podres do lugar onde se faz a colhedura, fez com que se perdesse maior parte da produção no lodo", mas ressaltava, "isso não se perdeu assim na salina dos índios da Aldeia de São Pedro, formada em terra firme, em lugar denominado Apicuz, que beneficiada em termos, deu o sal tão puro como um cristal e nenhum grão se desperdiçou".
Era natural a preocupação portuguesa, afinal, guardadas as devidas proporções, o sal era muito mais importante na época, devido a sua utilização como elemento conservador de carnes e outros gêneros. Em um recenseamento feito pelo Capitão-Mor de Cabo Frio, também em 1797, Antônio Pereira Gonçalves, registra a existência de três índios para cada branco, proporção que mudaria drasticamente nos anos seguintes.

### Os primeiros viajantes e historiadores

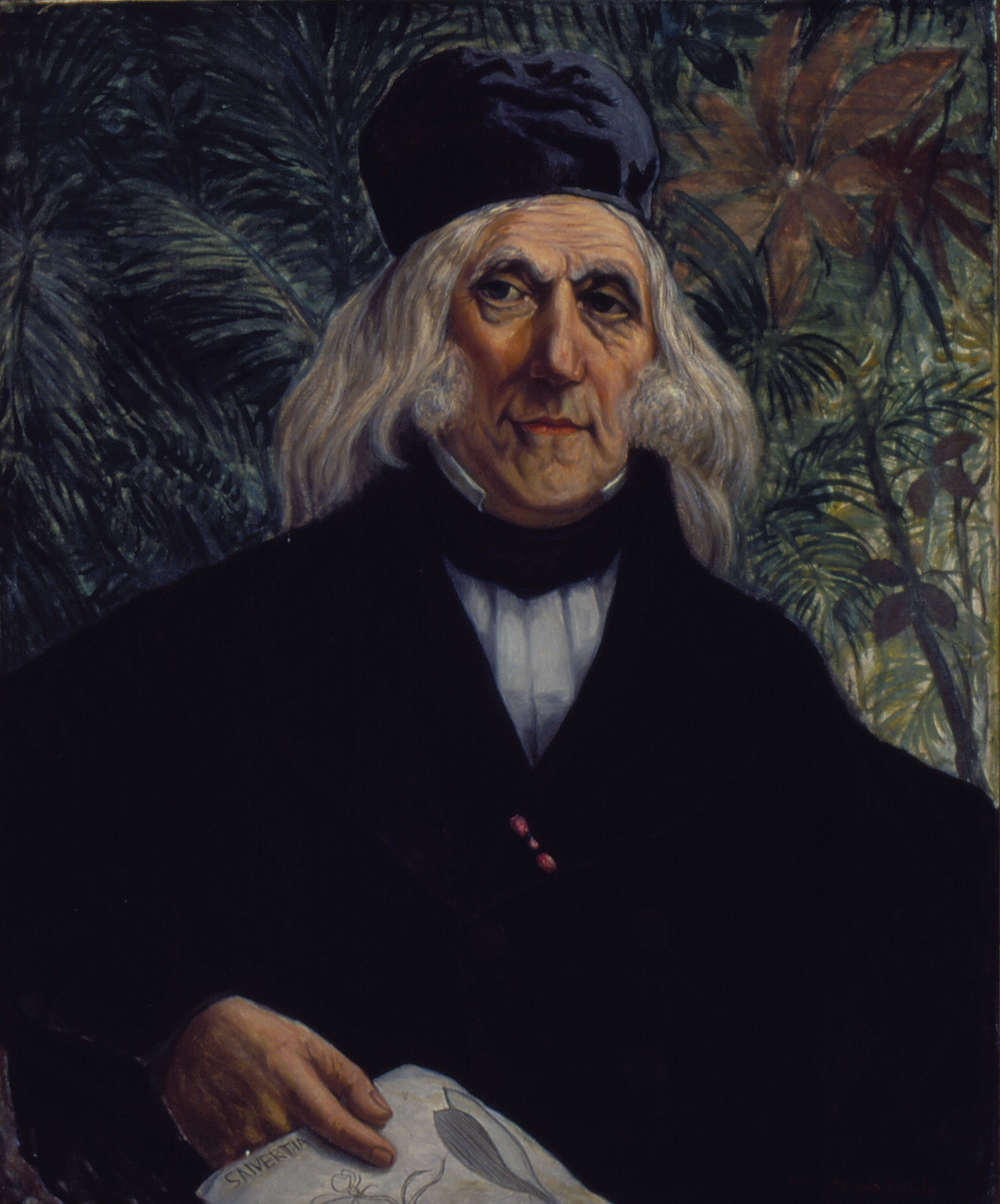
Saint-Hilaire, naturalista que retratou a situação de vivência aldeense da época.

Em 1815, de passagem pela aldeia, o Príncipe Maximiliano deixaria a seguinte descrição:
"São Pedro dos Índios é uma aldeia indígena que os jesuítas parecem ter primeiramente formado com os goitacases. Há, aqui, como era de se esperar, uma bonita igreja, além de várias residências, que são simples casebres de barro, todas elas, com a maior parte das habitações, esparsas pelas cercanias , ocupadas pelos índios. Tinham estes um capitão-mor (equivalente ao alcaide) de sua própria raça, mas que não possuía nenhum privilégio além do título...
...Há poucos portugueses , quase todos os indígenas têm a estampa genuína da raça, com algumas características. As roupas e a linguagem eram as das classes mais baixas portuguesas, e somente em parte,  conservavam o conhecimento da linguagem original. Tinham a pretensão de se fazer passar por portugueses e olhavam com desprezo os irmãos ainda selvagens..."
A passagem de Maximiliano abre uma etapa onde a visita de cientistas e naturalistas ou simples aventureiros europeus tornou-se comum. Um deles, Saint Hilaire, chamou a atenção para o futuro destas populações: "... todo o índio pode ceder seus campos a um homem branco; mas as terras da aldeia, sendo consideradas como inalienáveis, o branco não pode restituir ao indígena; ele indemniza-lhe apenas o valor das plantações...
...Apenas observei que se não se modificar o regulamento atualmente em vigor, e se deixar persistir os odiosos abusos aí introduzidos, o território dos índios, por inalienáveis que seja, passará aos poucos, às mãos brancas. Estes, sem dúvida, serão somente locatários, mas o Estado ou seus prepostos tornar-se-ão os verdadeiros beneficiados não restando aos aborígenes senão a propriedade nominal...
...Muitos brancos, atraídos pela fecundidade das terras da aldeia e pela taxa moderada pela qual se pode obtê-la, vieram estabelecer-se em São Pedro, ocasionando não somente uniões passageiras, como também casamentos, que alteram a raça indígena..."
Muitos outros viajantes deixaram suas impressões sobre as terras aldeense. Saint Hilaire previu com desenvoltura o futuro dos índios, aos poucos submetidos e liquidados  em sua cultura autóctone. Basta lembrar, que até o século XIX, a Aldeia de São Pedro era uma reserva indígena, cujas terras pertenciam aos índios, e eram por eles administrados. Os índios por sua vez eram tutelados por uma conservatória, através de um "Juiz de Órfãos e dos Índios". Os poucos brancos que habitavam nas terras da aldeia pagavam foro à Conservatória.

## Período Imperial(1822/1889)

### Desenvolvimento urbano e chegada do Café

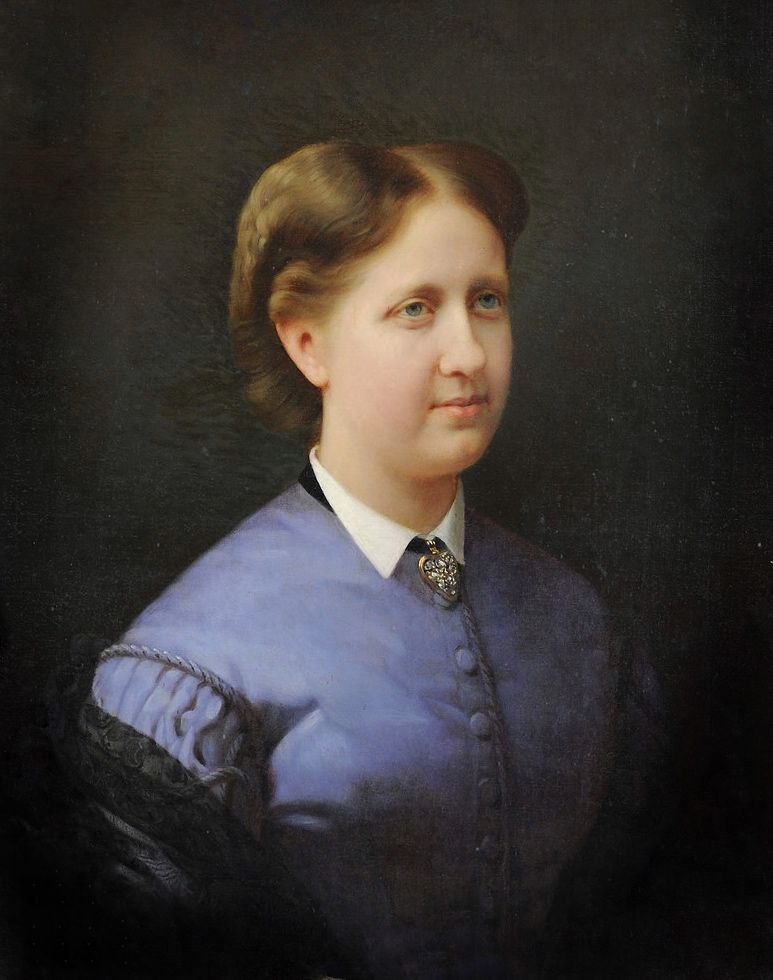
Princesa Isabel, passou por São Pedro da Aldeia em 10 de junho de 1865 com seu marido Conde D'Eu, que passaram a fazer parte da Venerável Irmandade

Os brancos, através do instituto do orfanamento, foram gradualmente se infiltrando nas terras da aldeia, e iniciando uma exploração de braço escravo, a mão-de-obra negra chegava a São Pedro, principalmente com a cultura do café. Data desta época a construção das primeiras casas de residência e fazenda, feitas com óleo de baleia, pedra e cal.
Um exemplo desta arquitetura é a famosa Casa dos Azulejos, próxima à praça principal, erguida em 1847, pelo fazendeiro Feliciano Gonçalves Negreiros, e para a sorte da população aldeense, até hoje conservada.
EM 2 de fevereiro de 1840, os brancos de São Pedro fundam a Irmandade do Santíssimo Sacramento, responsável pela construção do cemitério da Irmandade e também pela construção  da nova igreja, na frente da antiga e simplória igreja dos jesuítas. O motivo principal desta construção foi que o homem branco do século XIX, voltado para a cultura europeia, decidiu substituir a tosca e simples igreja dos índios por um templo mais de acordo com os "padrões do século". Quando de passagem pela região, em 10 de junho de 1865, a Princesa Isabel e o Conde D'Eu, seu marido, passaram a fazer parte da Venerável Irmandade.
Somente após a extinção da Conservatória dos Índios é que foi possível aos brancos adquirirem a propriedade das terras. À esta época, por outro lado, os índios da aldeia já tinham sido totalmente aculturados, se miscigenando com os brancos.
Foi preciso que decorresse quase um século da criação da Freguesia, que se passassem alguns anos de extinção da Conservatória dos Índios, e que se chegasse à república para que a Aldeia de São Pedro do Cabo Frio ganhasse autonomia administrativo, e se separasse de Cabo Frio.

## República Velha (1889/1930)

### Independência momentânea da Freguesia
Pelo Decreto nº 118, de 10 de setembro de 1890, foi criada a Vila de Sapiatiba (abundante em sapê, conforme em Tupi), com sede na Freguesia da Aldeia de São Pedro, abrangendo seus limites. O Município de Sapiatiba foi desanexado de Cabo Frio, ainda que permanecesse  fazendo parte da comarca do mesmo. O decreto foi assinado pelo então governador do Estado do Rio de Janeiro, Francisco Portella.

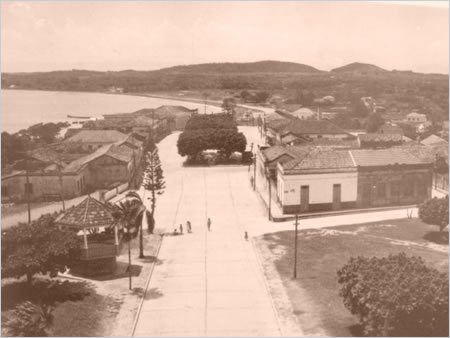
Centro de São Pedro da Aldeia aproximadamente no ano de 1890

Quase dois anos depois, pelo Decreto n.º I, de 28 de Maio de 1892, o então presidente do Estado do Rio de Janeiro, José Thomaz da Porciúncula, declarou extinto o município de Sapiatiba, voltando a integrar o de Cabo Frio. Para esta medida, ele alegou que a vila não tinha população necessária (10 mil habitantes) para ser independente.

### Independência definitiva da Freguesia
A situação econômica, social e política dos habitantes da Freguesia da Aldeia de São Pedro não podia aceitar passivamente essa regressão política e administrativa, e suas reivindicações justas e clamorosas, resultaram na Lei n.º 35, de 17 de dezembro de 1892 que restaurou o Município de Sapiatiba, atribuindo-lhe desta vez, o histórico e antigo nome do padroeiro da aldeia e da freguesia: São Pedro da Aldeia.
O Município passou então a possuir dois distritos: o 1.º Distrito era composto pela cidade de São Pedro da Aldeia e 2º Distrito pela localidade de Iguaba Grande, criado em 8 de junho de 1954, pela Lei nº2.161.

### Nova Estrutura política
Através da Lei Estadual n.º 2335, de 27 de dezembro de 1929, a Vila de São Pedro da Aldeia adquiriu foros de cidade.
Até 1922 o presidente da Câmara Municipal era quem exercia o poder executivo em São Pedro, conforme princípios jurídicos estabelecidos por Ruy Barbosa.

## República Nova (1945/64)
Em 14 de outubro de 1957 foi criada a Comarca de São Pedro da Aldeia, dando ao município status que faltava em sua independência político-administrativa.

### Economia
A Produção agrícola aldeense baseava-se 15.243 hectares de culturas temporárias e 1.026 ha de culturas permanentes. A produção de carne era de 64.320 kg de bovinos com 5.140 cabeças, 7.973 kg suínos com 1.553 cabeças, 1.575 kg Ovinos com 1.162 cabeças e 930 kg de Caprinos com 343 cabeças.
Apesar de basicamente agrícola, São Pedro da Aldeia tinha 1037 habitantes na indústria, sendo 831 na indústria extrativa e 206 na indústria de transformação.
O comércio começava a ganhar fôlego no que seria uma das regiões mais prósperas da Região dos Lagos nos anos 2000, empregando em 1945, 293 habitantes.

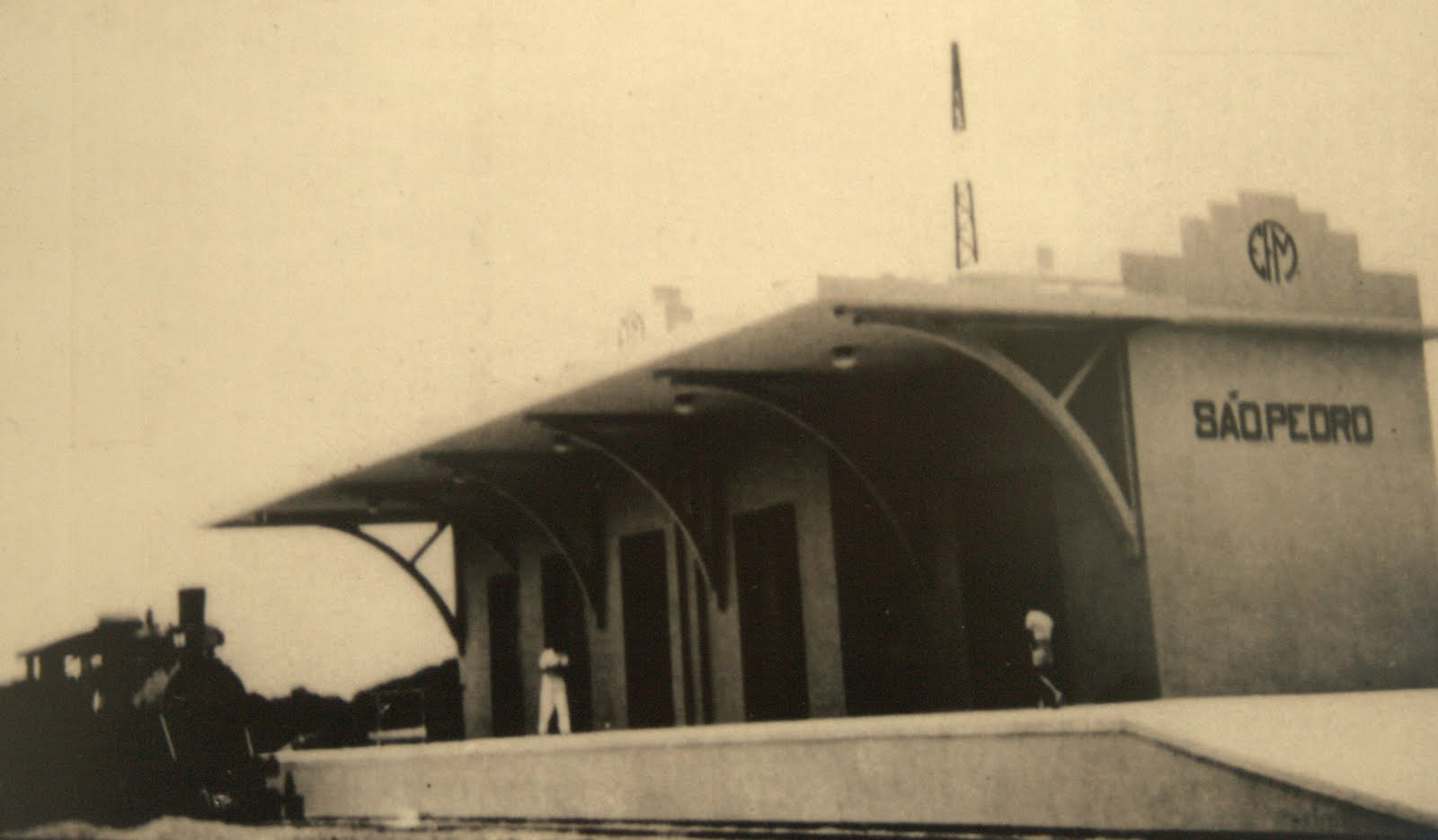
Estação Ferroviária de São Pedro da Aldeia em aproximadamente 1937

### Demografia
De acordo com o IBGE de 1945, a população era de 17.217 habitantes, tendo uma densidade demográfica de 44,15 km²/hab, sendo 1.051 habitavam a zona urbana e 16.166 a rural. A população aldeense era composta por 17.189 brasileiros natos, ou seja, nascidos no Brasil, 4 brasileiros naturalizados e 24 estrangeiros.´

### Estrutura Urbana
O município, de acordo com pesquisa do IBGE de 1945, contava com 58 veículos a motor, 79 veículos a força animada, 2 estações de ferrovia (a Estação Ferroviária de São Pedro, no centro administrativo, e uma estação em Iguaba Grande, então segundo distrito). O Município contava com 1 posto de telégrafo, 1 estribo, 1 agência postal-telegráfica.
O município não tinha esgotamento nem abastecimento de água. Contava com 1 Hospital com 4 leitos e 1 posto de saúde.
Os transportes e comunicação empregava 112 pessoas, enquanto a máquina pública empregava 61 aldeenses.

### Educação
O município tinha 3.923 alfabetizados e 9.977 habitantes que não sabiam nem ler e escrever.
São Pedro da Aldeia, segundo pesquisa do IBGE no ano de 1945, contava com 11 unidades escolares, 21 integrantes do corpo docente, 1044 matriculas efetivas. Havia uma biblioteca pública.
A educação e atividades domésticas correspondiam por 4.340 do total de empregados no município.

### Religião
Os aldeenses eram predominantemente católicos romanos, somando 15.969, havia 148 pessoas sem religião e 1.031 de outras religiões.

## Sexta República (1985/Presente)

### Independência do 2º distrito
No dia 13 de março de 1994, ocorreu a votação para determinar a separação político-administrativa do 2º distrito aldeense. Cerca de 94% dos eleitores foram as urnas concordando com a emancipação do distrito de Iguaba Grande, e então em 8 de junho de 1995, pela Lei Estadual nº 2.407, o distrito de Iguaba Grande se torna independente de São Pedro da Aldeia sendo emancipada pelo então prefeito Rodolfo José Mesquita Pedrosa.

### Cultura
O município ganhou no dia 19 de Dezembro de 2011 seu primeiro teatro, o maior da Região dos Lagos. O Teatro Átila Costa recebeu esse nome em homenagem a um artista Aldeense, o Sr. Átila Soares da Costa Júnior. A inauguração foi feita pelo então prefeito Paulo Lobo.